# Bankras/Kostverloren

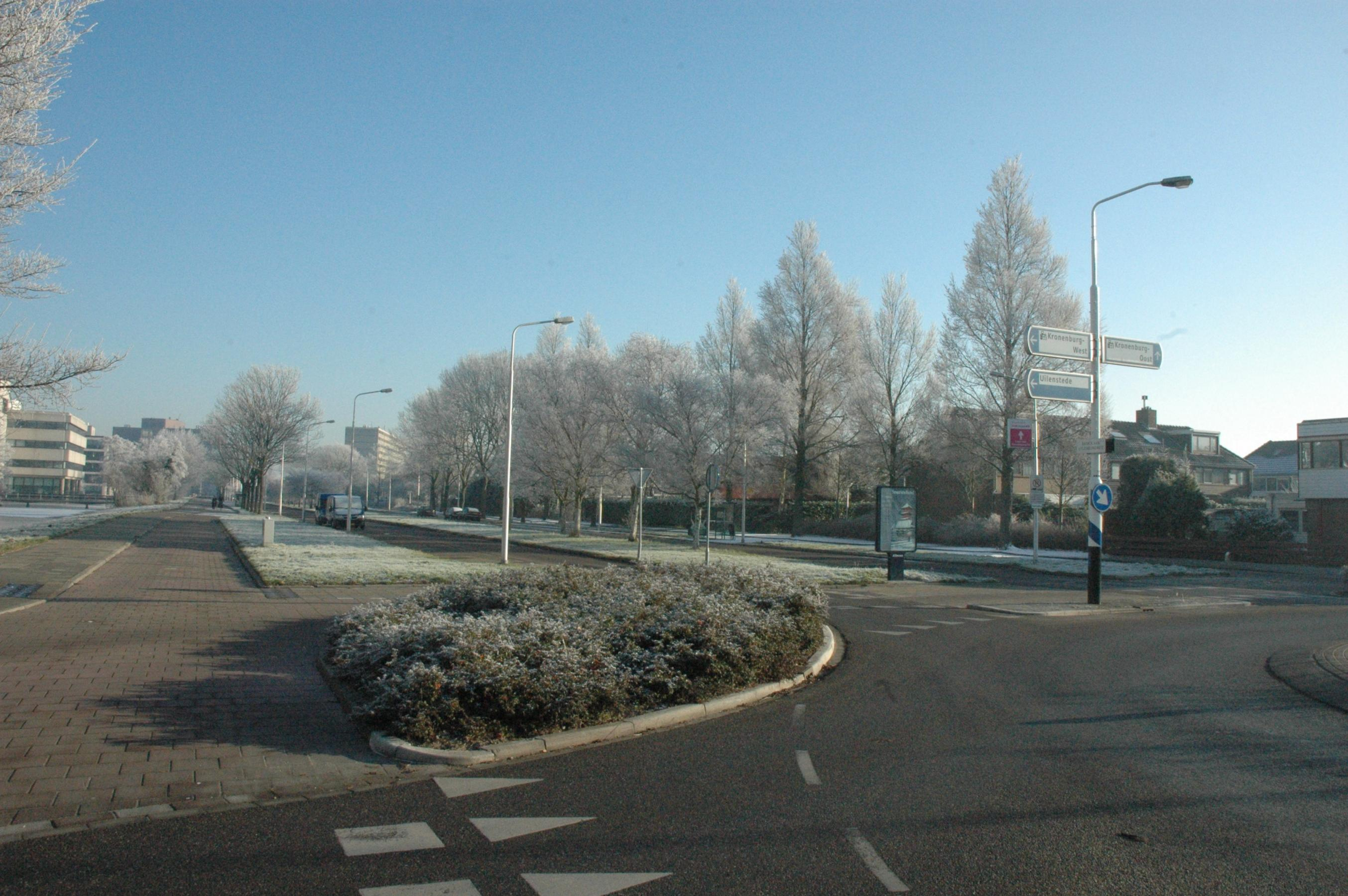
Saskia van Uylenburghweg aan de noordkant van Bankras/Kostverloren in 2008

Bankras/Kostverloren is een wijk, maar ook een buitengebied, in de Noord-Hollandse stad Amstelveen. De wijk ligt in het noordoosten van de stad en ligt globaal ten zuiden van de kantorenwijk Kronenburg, ten noorden van de A9, ten oosten van de Beneluxbaan en ten westen van de Amstel.

## Herkomst namen
Het gebied maakt deel uit van de Middelpolder waarin ook de polder Bankras, met het voormalige Bankrasmeertje, is gelegen. Het was tot eind jaren vijftig een agrarisch gebied.
Al voor 1500 stond er aan de Amsteldijk-Noord in de laatste bocht van de Amstel richting Ouderkerk aan de Amstel ter hoogte van huisnummer 165 een buitenplaats en kasteeltje dat oorspronkelijk bekendstond als "Brillenburg". In 1563 werd de naam "Kostverloren" genoemd die er op wijst dat het grote moeite en veel geld gekost moet hebben het kasteelgebouw op de slappe veengrond in stand te houden en dus veel "kosten verloren" gingen. De buitenplaats is door etsen en schilderijen van onder meer Rembrandt, Hobbema en Ruisdael bekend geworden over de gehele wereld. De buitenplaats stond ook bekend als "Ruijschenstein" of "Hofstede van de baron Belmonte". In 1822 werd het voor sloop verkocht en verscheen er een boerderij met de naam "Sloterdijk".

## Woonwijken

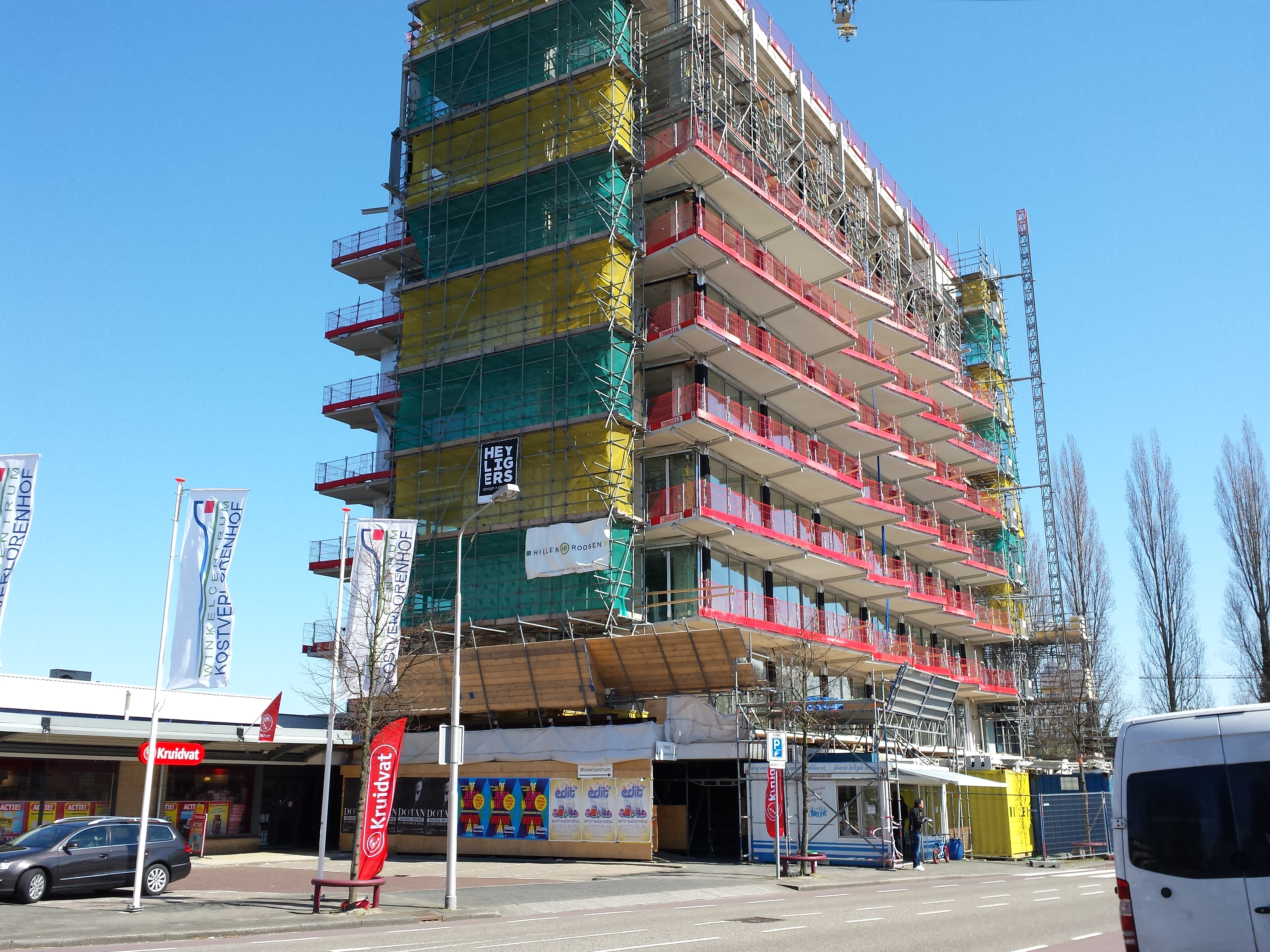
Winkelcentrum Kostverlorenhof in 2015

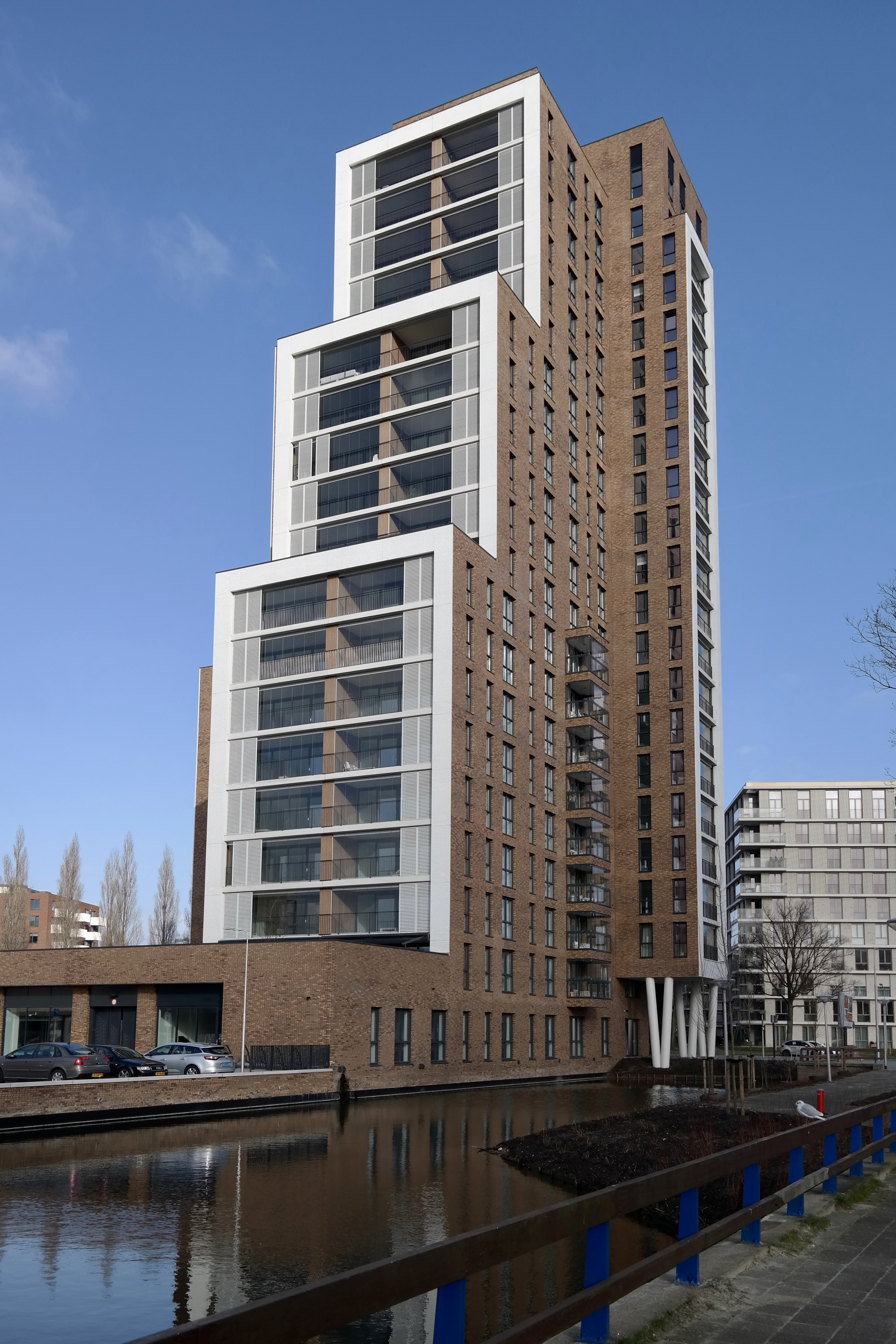
De 70 meter hoge woontoren 'Bankrasstaete', sinds 2021 het hoogste gebouw van Amstelveen

In 1959 werd door de toenmalige gemeente Nieuwer-Amstel het westelijk gedeelte van de polder voor woningbouw bestemd en werd het uitbreidingsplan Bankras/Kostverloren door de gemeenteraad goedgekeurd. De wijk werd opgezet als tuinstad en vanuit één concept bedacht met vier verwante woonbuurten met vooral eengezinswoningen, maar ook middelhoogbouw en aan de oostrand ook een viertal hoge flats. Verder verscheen er veel groen met parkstroken met waterpartijen. De lokale wegen werden met opzet met veel bochten ontworpen om de snelheid van het autoverkeer te beperken en er verschenen tussendoor speciale voet- en fietspaden. Aan de oostkant van de wijk bleef het open polderlandschap van de Middelpolder gehandhaafd. In de wijk verscheen een tweetal winkelcentra, het Kostverlorenhof tussen de twee noordelijke woonbuurten en de twee zuidelijke woonbuurten en het Bankrashof aan de Oranjebaan tussen de twee zuidelijkste woonbuurten.
In de jaren negentig verscheen in het oosten op het tracé van de nooit gerealiseerde Rotterdamseweg aangrenzend aan de oorspronkelijke wijk een langgerekte, maar relatief smalle, strook met nieuwbouw langs de nieuwe oostelijke ontsluitingsweg, bestaande uit de nieuw aangelegde Olympiadelaan en Frits Mullerlaan. Het open polderlandschap werd verkleind tot het gedeelte globaal ten oosten van de Bankrasweg, een landelijke weg die de Machineweg zigzaggend verbindt met de Oranjebaan en loopt van noord naar zuid. Een deel van dit gebied wordt nog steeds agrarisch gebruikt en het meest zuidwestelijke gedeelte is als recreatie- en natuurgebied ingericht.
De wijk wordt steeds aangeduid als Bankras/Kostverloren maar officieel is het noordelijk gedeelte Kostverloren en het zuidelijk gedeelte Bankras. De Middenweg, de oorspronkelijke noord-zuidverbinding door de Middelpolder, maakte plaats voor de verkeersader de Beneluxbaan en werd de ontsluitingsweg voor de nieuwe wijk.

## Verkeer en vervoer
De wijk wordt ontsloten door de Beneluxbaan, Saskia van Uylenburghweg en de Oranjebaan en voor lokaal verkeer ook vanaf de Amsteldijk-Noord. Aan de westkant van de wijk rijden tramlijn 5 en tramlijn 25 over de Beneluxbaan. In het zuiden van de wijk rijden twee buslijnen van Connexxion.

### Busbaan
In 2003 werd aan de oostkant van de wijk ter vervanging van de zigzagroute door de woonstraten een busbaan met bussluis in de Frits Mullerlaan en Olympiadelaan aangelegd. Nadat in 2011 de busdienst werd beperkt tot alleen op werkdagen overdag rijdt er sinds 10 december 2017 in het geheel geen buslijn meer en ligt de busbaan met bussluis er ongebruikt bij.